# Viúva Negra (criminosa)
Heloísa Borba Gonçalves (Rio Grande do Sul, 13 de março de 1950), ou popularmente conhecida como Viúva Negra, é uma criminosa e advogada brasileira conhecida pelos seus quatro homicídios entre os anos de 1971 até 1993.
Heloísa já foi condenada a 12 anos de prisão pelos crimes de bigamia, fraude e falsidade ideológica, porém jamais foi encontrada para cumprir a pena. Ela entrou em fevereiro de 2011, na lista de procuradas do Interpol em 188 países. De acordo com o Interpol, reside nos Estados Unidos desde 1994.